# Irene Bou
 (mars 2009).
Si vous disposez d'ouvrages ou d'articles de référence ou si vous connaissez des sites web de qualité traitant du thème abordé ici, merci de compléter l'article en donnant les références utiles à sa vérifiabilité et en les liant à la section « Notes et références ».
Pour les articles homonymes, voir Bou.
Irene Bou Linares (Caracas, Venezuela, 15 décembre 1982) est une artiste hispano-vénézuélienne. Elles est licenciée en arts plastiques mention peinture, diplômée de l’institut d’Arts Plastiques Armando Reverón (2004) de Caracas.
Sa mère est vénézuélienne et son père catalan d'origine espagnole.
Elle commence ses découvertes artistiques au Venezuela, alternant entre les styles graffiti, art brut, avant de devenir une représentante du mouvement underground « Art outsider ».
Son style, comparé souvent à celui de Basquiat, ce dont elle se défend, est très original et unique. Les personnages de ses tableaux sont déformés par des passions effrénées. Les visages sont déshumanisés, réduits aux instincts les plus primitifs qui agitent l'humanité. Ces visages ne sont de personne en particulier. Les portraits ne l'intéressent pas : « mes personnages n’ont pas d’identité ».

## Biographie
Elle vit et travaille à Barcelone, Espagne.